# إلمو رايت
إلمو رايت (بالإنجليزية: Elmo Wright)‏ هو لاعب كرة قدم أمريكية أمريكي، ولد في 3 يوليو 1949 في برازوريا في الولايات المتحدة.

## وصلات خارجية
- إلمو رايت على موقع مرجع كرة القدم المحترفة.كوم (الإنجليزية)